# Ranchy
Ranchy ist eine französische Gemeinde mit 273 Einwohnern (Stand: 1. Januar 2022) im Département Calvados in der Region Normandie. Sie gehört zum Arrondissement Bayeux und zum Kanton Bayeux. 

## Geografie
Ranchy liegt etwa sieben Kilometer westsüdwestlich von Bayeux. Umgeben wird Ranchy von den Nachbargemeinden Barbeville im Norden, Saint-Loup-Hors im Osten und Nordosten, Subles im Südosten, Agy im Süden, Campigny im Westen sowie Cottun im Nordwesten.

## Bevölkerungsentwicklung
| Jahr                             | 1962 | 1968 | 1975 | 1982 | 1990 | 1999 | 2006 | 2013 |
| Einwohner                        | 155  | 154  | 132  | 135  | 167  | 157  | 185  | 227  |
| Quelle: Cassini, EHESS und INSEE |      |      |      |      |      |      |      |      |

## Sehenswürdigkeiten
- Kirche Notre-Dame aus dem 13. Jahrhundert, Monument historique
- Mühle von Ranchy

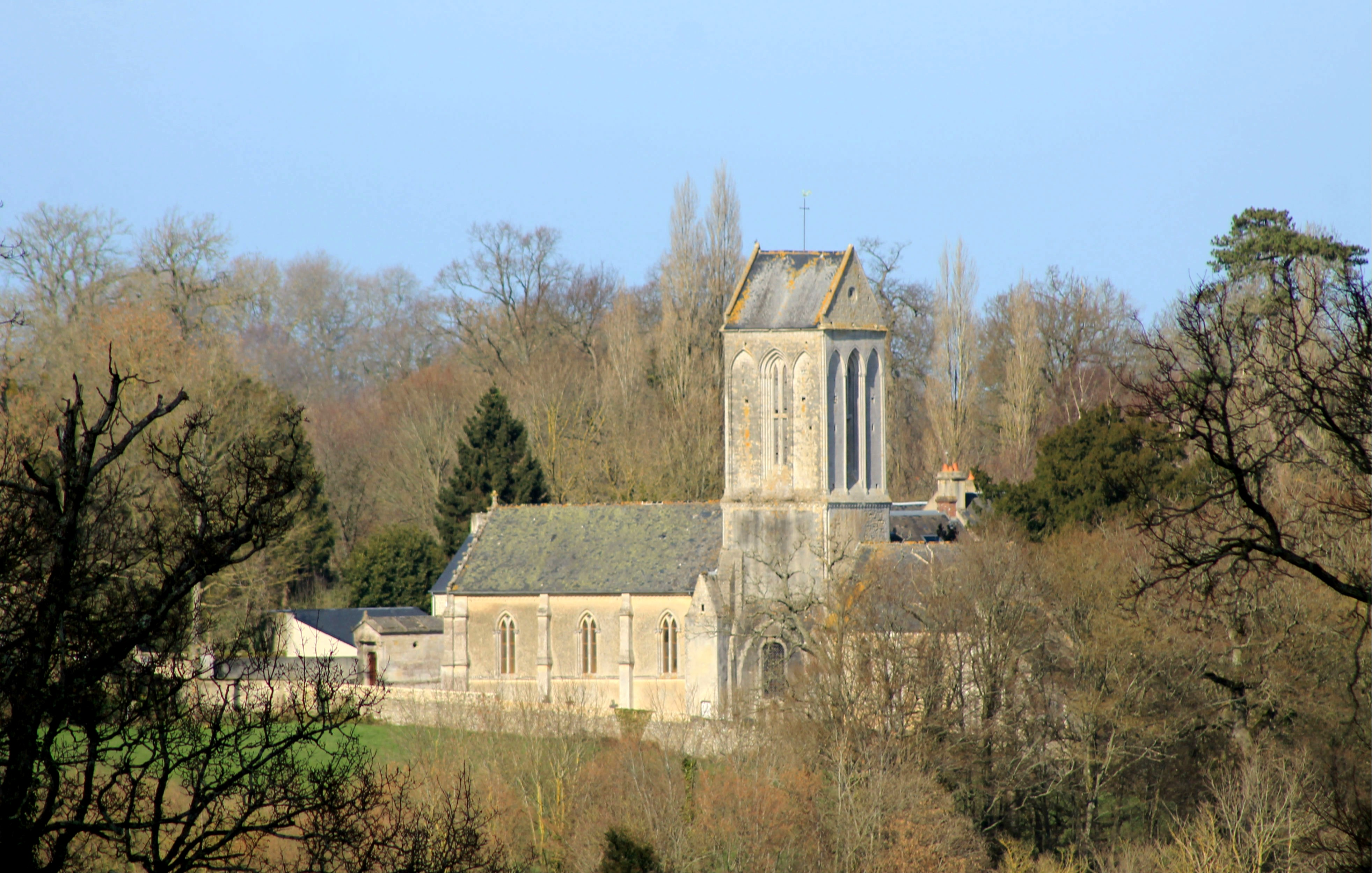
Kirche Notre-Dame
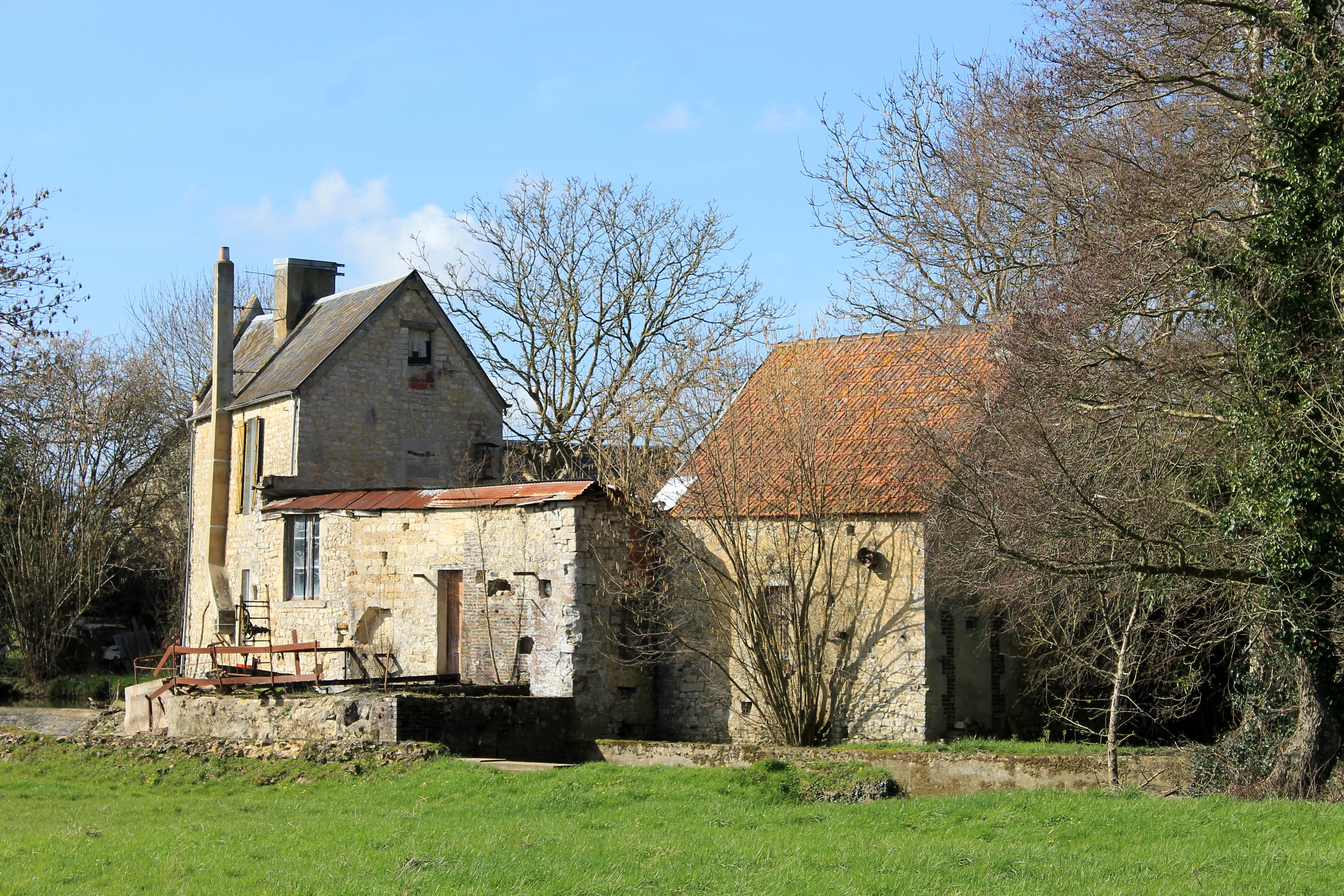
Mühle